# Fria
Fria er en by i det vestlige Guinea, beliggende ved Konkouré-floden, nord for hovedstaden Conakry. Byen har et indbyggertal (pr. 2008) på cirka 110.000.